# 散布図

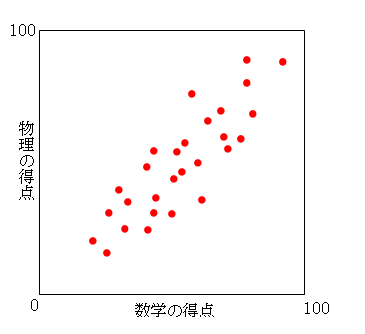
散布図の例

散布図（さんぷず、英: scatter plot）は、縦軸、横軸に2項目の量や大きさ等を対応させ、データを点でプロットしたものである。分布図ともいう。

## 表現
各データは2項目の量や大きさ等を持ったものである。日本工業規格では、「二つの特性を横軸と縦軸とし，観測値を打点して作るグラフ表示」と定義している。
なお、点を円の大きさに変換して量的なデータも表現したものをバブルチャートという。

## 特長
散布図には、2項目の分布、相関関係を把握できる特長がある。データ群が右上がりに分布する傾向であれば正の相関があり、右下がりに分布する傾向であれば負の相関がある。なお、散布図で分かることは、相関関係であり因果関係ではない。